# Schizonycha fraudigera
Schizonycha fraudigera är en skalbaggsart som beskrevs av Louis Albert Péringuey 1904. Schizonycha fraudigera ingår i släktet Schizonycha och familjen Melolonthidae. Inga underarter finns listade i Catalogue of Life.